# Шарич, Мирко
Мирко Шарич (исп. Mirko Šarić; 6 июня 1978, Буэнос-Айрес, Аргентина — 4 апреля 2000, там же) — аргентинский футболист, полузащитник. Выступал за аргентинский клуб «Сан-Лоренсо».

## Биография
Мирко Шарич родился 6 июня 1978 года в Буэнос-Айресе. Его родители, Анте и Ивана, хорватские иммигранты.
Около года встречался с девушкой. Она забеременела. У Шарича были сомнения в том, что именно он является отцом. Мирко оплатил ДНК-тест для себя и ребёнка, который оказался отрицательным.
Был замкнутым и скромным человеком. Страдал от депрессии. Лечился у психиатра.
4 апреля 2000 года покончил с собой, повесившись на простыне в своей комнате. Ему был 21 год. Предсмертных записок не оставил.

## Карьера
Воспитанник аргентинского клуба «Сан-Лоренсо». За взрослую команду дебютировал в 1996 году, в возрасте 18 лет. Считался одним из самых талантливых игроков своего поколения. По манере игры его сравнивали с Фернандо Редондо. Интерес к Шаричу проявлял мадридский «Реал», предлагая за игрока 10 миллионов долларов. В декабре 1999 года, играя за резервную команду клуба, получил разрыв крестообразных связок левого колена. Всего с 1996 по 2000 год сыграл за основную команду 52 матча и забил 5 голов.

## Семья
Брат, Мартин Шарич, профессиональный футболист.